# Mysłowice
Mysłowice là một thị trấn thuộc huyện Mysłowice, tỉnh Śląskie ở nam Ba Lan. Thị trấn có diện tích 66 km². Đến ngày 1 tháng 1 năm 2011, dân số của thị trấn là 74865 người và mật độ 1141 người/km².